# 布勒格冰川
布勒格冰川（英語：Brøgger Glacier），是南極洲的冰川，位於南喬治亞島南岸，長13公里，最終注入安丁南港，在1928年由挪威地質學家命名，現時由英國海外領土南佐治亞及南三文治群島管轄。